# Aufhebung (Ehe)
Die Eheaufhebung ist eine gerichtlich verfügte Beendigung einer Ehe aufgrund fehlerhafter Eheschließung. Sie ist von der Ehescheidung zu unterscheiden, die ebenfalls auf Antrag vom Gericht durch einen gestaltenden Beschluss verfügt werden kann. Die Aufhebung ist neben der Scheidung und dem Tod eines der Ehegatten der dritte Grund, durch den eine wirksam geschlossene Ehe enden kann. Die aufgehobene Ehe gilt trotz ihrer Anfechtbarkeit als rechtlich gewesen (existent) und ist von einer Nichtehe zu unterscheiden, bei der erst gar keine wirksame Ehe entstanden ist.

## Deutschland
Nach §§ 1313 ff. BGB kann in Deutschland unter gewissen Voraussetzungen eine wirksam geschlossene Ehe aufgehoben werden. Die Eheaufhebung erfolgt durch rechtsgestaltenden Beschluss des zuständigen Familiengerichts. Sie ersetzte zum 1. Juli 1998 die Ehenichtigkeit nach der früheren Regelung in den §§ 16–26 des Ehegesetzes (EheG).

### Aufhebungsgründe
Die Aufhebungsgründe für eine Ehe sind im § 1314 BGB abschließend aufgeführt.
Es sind dies zunächst:
- Eingehung einer Ehe trotz bestehenden Eheverbots,
- einer der Verlobten ist nicht ehemündig,
- einer der Verlobten ist geschäftsunfähig (eheunfähig),
- die Verlobten geben die Eheerklärungen
  - nicht bei gleichzeitiger Anwesenheit vor dem Standesbeamten oder
  - nicht persönlich oder
  - unter einer Bedingung oder einer Frist ab,

Weiterhin sind Aufhebungsgründe:
- Ein Verlobter befand sich bei der Eheschließung im Zustand der Bewusstlosigkeit oder einer vorübergehenden Störung der Geistestätigkeit (z. B. im Rausch),
- ein Verlobter hat nicht gewusst, dass es sich um eine Eheschließung handelt,
- ein Ehegatte wurde durch arglistige Täuschung oder durch Drohung (siehe Zwangsheirat) zur Eingehung der Ehe bestimmt oder
- die Verlobten waren sich bei der Eheschließung einig, dass keine eheliche Lebensgemeinschaft begründet werden soll (= Scheinehe).

Mit Inkrafttreten des Gesetzes zur Bekämpfung von Kinderehen am 22. Juli 2017 wurde die Ehemündigkeit im Interesse des Kindeswohls auf 18 Jahre festgelegt; früher mögliche Ausnahmen für Minderjährige, die das 16. Lebensjahr vollendet hatten, wurden abgeschafft. Seitdem ist eine Ehe in der Regel durch richterliche Entscheidung aufzuheben, wenn einer der Ehepartner bei der Eheschließung zwischen 16 und 18 Jahre alt ist. Ist er jünger als 16 Jahre, so ist die Ehe gänzlich unwirksam und gilt von vornherein als Nichtehe, die nicht erst durch Gerichtsbeschluss aufgehoben werden muss. Die Regelungen gelten auch für Ehen, die nach ausländischem Recht wirksam und unaufhebbar geschlossen wurden. Für Altfälle gibt es Übergangsvorschriften.

### Ausschluss der Eheaufhebung
Die Eheaufhebung ist nach § 1315 BGB u. a. ausgeschlossen, wenn einer oder beide Ehepartner nach außen zu erkennen gegeben haben, dass sie die Ehe trotz der Möglichkeit der Eheaufhebung fortsetzen wollen (Bestätigung).

### Antragsberechtigung
Der Antrag auf Eheaufhebung kann vor allem zunächst von dem betroffenen Ehegatten gestellt werden, bei Vorliegen einer Doppelehe auch durch den Ehegatten aus der vorher geschlossenen Ehe. Bei Geschäftsunfähigkeit stellt der gesetzliche Vertreter (Betreuer) den Antrag. Er benötigt gemäß § 125 Abs. 2 FamFG dazu eine Genehmigung des Familien- oder Betreuungsgerichts.
Auch das Standesamt kann in allen Fällen einen Antrag auf Eheaufhebung stellen. Die Antragstellung steht in pflichtgemäßem Ermessen der Behörde, wird aber von Gesetzes wegen durch § 1316 Abs. 3 BGB eingeschränkt, wonach ein solcher Antrag dann unzulässig ist, wenn dies für die Eheleute oder deren Kinder eine schwere Härte bedeuten würde. Das Vorliegen einer schweren Härte ist durch die Gerichte voll überprüfbar.

### Antragsfrist
Für die Aufhebungsgründe des Irrtums und der Täuschung besteht gemäß § 1317 BGB eine Antragsfrist von einem Jahr ab Entdeckung. Im Falle der Drohung beträgt die Antragsfrist drei Jahre ab Beendigung der Zwangslage, die durch die widerrechtliche Drohung entsteht.

### Rechtsfolgen
Das eheliche Rechtsverhältnis endet ab Eintritt der Rechtskraft des Beschlusses (ex nunc, also nur mit Wirkung für die Zukunft) und nicht mit Wirkung für die Vergangenheit (ex tunc). Ein nacheheliches Rechtsverhältnis kann sich anschließen. 
§ 1318 BGB regelt Einzelheiten, insbesondere zu Unterhalt und zur Aufteilung des Hausrats.

## Österreich
Im österreichischen Recht ist die Aufhebung der Ehe in den §§ 35 bis 45 des Ehegesetzes geregelt.

### Aufhebungsgründe
Das Ehegesetz sieht sechs Aufhebungsgründe vor. Diese sind
- die mangelnde Einwilligung des gesetzlichen Vertreters (§ 35),
- der Irrtum über die Eheschließung oder über die Person des anderen Ehegatten (§ 36),
- der Irrtum über Umstände, die die Person des anderen Ehegatten betreffen (§ 37),
- die arglistige Täuschung (§ 38),
- die Drohung (§ 37) und
- die Wiederverheiratung im Falle der Todeserklärung eines Überlebenden (§ 44).

#### Aufhebung aufgrund mangelnder Einwilligung des gesetzlichen Vertreters
Gemäß § 3 EheG bedarf es bei minderjährigen oder sonst beschränkt geschäftsfähigen Personen zur Eheschließung der Einwilligung des gesetzlichen Vertreters und desjenigen, dem seine Pflege und Erziehung zustehen. Wird die Zustimmung ohne gute Gründe verweigert, kann das Pflegschaftsgericht diese auf Antrag des Minderjährigen ersetzen (§ 3 Abs. 3 EheG). Wird die Ehe entgegen dieser Voraussetzung dennoch geschlossen, so kann der gesetzliche Vertreter oder nach erreichter Volljährigkeit bzw. Wegfall der beschränkten Geschäftsfähigkeit der betroffene Ehegatte die Aufhebung der Ehe begehren. Gibt der gesetzliche Vertreter nachträglich seine Genehmigung, so ist die Aufhebung jedoch ausgeschlossen. Dies gilt auch, wenn der Ehegatte, nachdem er unbeschränkt geschäftsfähig geworden ist, zu erkennen gegeben hat, dass er die Ehe fortsetzen will (§ 35 Abs. 2 EheG, sogenannte Bestätigung).

#### Aufhebung aufgrund eines Irrtums
Das Ehegesetz lässt die Aufhebung einer geschlossenen Ehe aufgrund bestimmter Irrtümer zu. So kann ein Ehegatte die Aufhebung der Ehe begehren, wenn er im Zeitpunkt der Eheschließung
- darüber geirrt hat, dass es sich um eine Eheschließung handelt (der Ehegatte wusste nicht, dass er eine Ehe eingeht),
- zwar wusste, dass er eine Ehe eingeht, aber sich über die Eheschließungserklärung irrte (z. B. der Ehegatte hat fälschlicherweise sein „Ja“-Wort gegeben) oder
- sich in der Person des anderen Ehegatten geirrt hat (z. B. der eine Ehegatte heiratet ungewollt den Zwilling des anderen).

Auch hier schließt die Bestätigung das Recht zur Aufhebung aus.
Ferner kann ein Ehegatte die Aufhebung begehren, wenn er sich über Umstände, die die Person des anderen Ehegatten betreffen, geirrt hat. Diese Umstände müssen dabei so gravierend sein, dass sie den Ehegatten bei Kenntnis der Sachlage und bei richtiger Würdigung des Wesens der Ehe von der Heirat abgehalten hätten. Beispielsweise berechtigt die Nichtaufklärung über eine schwere, entehrende, verbrecherische Vergangenheit zur Aufhebung der Ehe. Dabei schließt hier nicht nur die Bestätigung das Aufhebungsrecht aus; die Aufhebung ist auch ausgeschlossen, wenn das Verlangen nach Aufhebung der Ehe mit Rücksicht auf die bisherige Gestaltung des ehelichen Lebens der Ehegatten sittlich nicht gerechtfertigt erscheint (§ 37 Abs. 2 EheG, sogenannte Bewährung).

#### Aufhebung aufgrund anderer Willensmängel
Täuscht der eine Ehegatte den anderen arglistig, beispielsweise durch den Einsatz von List, über Umstände, die ihn bei Kenntnis der Sachlage und bei richtiger Würdigung des Wesens der Ehe von der Eingehung der Ehe abgehalten hätten (§ 38 Abs. 1 EheG), so kann dieser die Aufhebung der Ehe begehren. Wurde die Täuschung durch einen Dritten und ohne Kenntnis des einen Ehegatten bewirkt, so ist die Aufhebung – wie auch bei Bestätigung – ausgeschlossen (§ 38 Abs. 2 EheG). Die Täuschung über Vermögensverhältnisse erfüllt den Tatbestand der arglistigen Täuschung nicht (§ 38 Abs. 3 EheG). Eine Ehetäuschung erfüllt den Tatbestand des § 193 Abs. 2 StGB und ist damit strafbar.
Die Ehe kann auch aufgehoben werden, wenn der eine Ehegatte den Willen des anderen beugt, beispielsweise indem er ihn in eine Zwangslage versetzt (§ 39 Abs. 1 EheG). Auch hier ist eine Bestätigung der Ehe möglich (§ 39 Abs. 2 EheG). Die Nötigung zur Eheschließung jedoch erfüllt den Tatbestand des § 106a Abs. 1 StGB und ist damit strafbar.

#### Aufhebung nach Wiederverheiratung im Falle der Todeserklärung
Heiratet der Ehegatte eines für tot Erklärten und hat dieser jedoch die Todeserklärung überlebt, so löst die neue Ehe die alte auf (§ 43 Abs. 2 EheG). Erfährt der frühere Ehegatte nachträglich vom Überleben des für tot Erklärten, so kann er die Aufhebung der neuen Ehe begehren (§ 44 Abs. 1 EheG). Macht er von diesem Recht gebrauch, so kann er, solange der frühere Ehegatte noch lebt, nur mit diesem eine neue Ehe eingehen (§ 44 2 EheG).

### Aufhebungsverfahren
Das Aufhebungsverfahren ist als streitiges Verfahren zu führen. Für das Aufhebungsverfahren sind gemäß § 49 Abs. 2 Z 2a JN die Bezirksgerichte sachlich eigenzuständig. Die örtliche Zuständigkeit richtet sich nach § 76 JN. Die Aufhebungsklage muss binnen Jahresfrist ab Kenntnis des Irrtums, der Täuschung oder ab Wegfall der Zwangslage erhoben werden, wobei sowohl Schutzbestimmungen zugunsten geschäftsunfähiger Ehegatten als auch Fristhemmungen bestehen (§ 40 EheG, zur Wiederverheiratung im Falle der Todeserklärung gilt § 19 1. DVOEheG). Zur Klage berechtigt ist der beirrte, getäuschte oder bedrohte Ehegatte. Zur Prozessführung in Bezug auf Minderjährigkeit siehe Abschnitt Aufhebung aufgrund mangelnder Einwilligung des gesetzlichen Vertreters. Das Gericht erkennt über den Anspruch auf Eheaufhebung mittels Urteils (§ 390 ZPO).

### Rechtsfolgen der Aufhebung
Die Rechtsfolgen der Eheaufhebung sind die gleichen wie die der Ehescheidung, wobei der Ehegatte als schuldig anzusehen is, der den Aufhebungsgrund bei Eingehung der Ehe kannte beziehungsweise von dem oder mit dessen Wissen die Täuschung oder die Drohung verübt worden ist (§ 42 EheG). Ein Verschulden bei der Aufhebung aufgrund der Wiederverheiratung im Falle der Todeserklärung liegt vor, wenn der Ehegatte bei der Eheschließung gewusst hat, dass der für tot erklärte Ehegatte die Todeserklärung überlebt hat (§ 19 Abs. 2 1. DVOEheG). Wird im selben Verfahren sowohl über ein Aufhebungs- als auch über ein Scheidungsbegehren prozessiert und sind beide Begehren begründet, so ist nur auf die Aufhebung zu erkennen. Ein allfälliges Scheidungsverschulden ist aber in das Aufhebungsurteil aufzunehmen (§ 18 1. DVOEheG). Die Aufhebung der Ehe erfolgt gemäß § 34 EheG mit der Rechtskraft des Aufhebungsurteils und wirkt ex nunc, das heißt, sie hat keine Rückwirkung, sondern wirkt nur für die Zukunft.